# Душан Ковачевич (балетист)
Душан Ковачевич (на сръбски: Душан Ковачевић или Dušan Kovačević) е сръбски балетист.

## Биография
Роден е на 15 март 1926 година в Кочани, тогава в Кралство Югославия. Завършва четвърти гимназиален класа в Горни Милановац в 1942 година. В 1948 година започва кариера на балетист в Художествения ансамбъл на Централния дом на Югославската народна армия. От 1 март 1950 година играе в балетния ансамбъл. На 31 август 1957 година започва да играе в Народния театър „Иван Зайц“ в Риека, Хърватия. В 1951 година играе първата си самостоятелна роля като главния евнух в „Шехерезада“.
Играта на Ковачевич е характерна, с определен усет за комичното. Сред по важните му роли са Кашчей Безсмъртни в „Нощ на голия връх“ на Модест Мусоргски, Стриц в „Дявол в селото“ на Фран Лотка, Девер в „Охридска легенда“ на Стеван Христич, Джанчиото и Малатеста във „Франческа да Римини“ на Пьотър Чайковски, Ротбарт в „Лебедово езеро“ на Пьотър Чайковски, Маркизът в „Крадецът Гаспар“ на Робер Планкет, Марииният баща в „Бахчисарайски фонтан“ на Борис Асафиев.